# سكوت اندروز (لاعب اتحاد الرغبي)
سكوت اندروز (بالإنجليزية: Scott Andrews)‏ هو لاعب اتحاد الرغبي بريطاني، ولد في 1 أغسطس 1989 في Church Village ‏ في المملكة المتحدة.

## وصلات خارجية
- سكوت اندروز عل موقع إسبنسكروم (الإنجليزية)
- سكوت اندروز على موقع ItsRugby.co.uk (الإنجليزية)